# Rudolf Heinze
Karl Rudolf Heinze (Oldemburgo, 22 de julio de 1865-Dresde, 26 de mayo de 1928) fue un Jurista y político alemán.
Cursó sus estudios de Jurisprudencia y Derecho en Turingia, Heidelberg, Berlín y Leipzig. Fue Vicecanciller de Alemania y Ministro de Justicia entre 1920 y 1921, desempeñando nuevamente el último cargo entre 1922 y 1923.
Fue miembro del Partido Popular Alemán (DVP).

## Primeros años
Karl Rudolf Heinze nació el 22 de julio de 1865 en Oldenburgo, en el entonces Gran Ducado de Oldenburgo, hijo de Max Heinze, profesor de historia de la filosofía. De 1874 a 1881 estudió en el Gymnasium de Basilea y Leipzig. Tras el bachillerato, estudió en Tubinga, Heidelberg, Berlín y Leipzig, donde obtuvo el título de doctor juris en 1887. Tras prestar servicio militar voluntario durante un año en 1888, Heinze trabajó de 1898 a 1912 en el servicio judicial de Sajonia, al final en el cargo de Landgerichtsdirektor. A continuación se incorporó a la Reichsanwaltschaft , la fiscalía del Reichsgericht de Leipzig. En 1914 se convirtió en Reichsgerichtsrat.

## Carrera política

### Imperio
Heinze comenzó su carrera política en 1899, cuando fue nombrado Stadtverordneter (miembro del consejo municipal) en Leipzig. A partir de 1903 fue Stadtrat (miembro del gobierno de la ciudad) no asalariado en Dresde. De 1907 a 1912 ocupó un escaño en el Reichstag por el Partido Nacional Liberal, donde fue miembro del ala derecha del partido. En 1915-16, Heinze fue miembro del Landtag (dieta) del Reino de Sajonia. Debido a sus contactos personales con Turquía, Heinze fue nombrado subsecretario de Estado en el Ministerio de Justicia del Imperio Otomano en Constantinopla. Allí permaneció hasta el verano de 1918.
De julio a noviembre de 1918, Heinze fue Ministro de Justicia del Reino de Sajonia y brevemente el último ''Ministerpräsident'' del Rey de Sajonia.